# Studio Ghibli
Studio Ghibli (яп. スタジオジブリ сутадзио дзибури, слушатьо файле, Сту́дия «Ги́бли») — японская анимационная студия. Её основал в 1985 году режиссёр и сценарист Хаяо Миядзаки вместе со своим коллегой и другом Исао Такахатой при поддержке компании Tokuma, которая впоследствии совместно с Walt Disney будет распространять «Принцессу Мононокэ» и «Унесённых призраками». На логотипе студии изображён Тоторо, персонаж из фильма «Мой сосед Тоторо», выпущенного Studio Ghibli в 1988 году. Звуковое сопровождение к большинству фильмов написал Дзё Хисаиси. Studio Ghibli одной из первых японских фирм начала активно использовать в анимации компьютеры. Студия была основана в городе Мусасино. 21 сентября 2023 года Nippon Television анонсировала приобретение Studio Ghibli в качестве дочерней компании.
Были созданы ориентированный на детей музей Гибли и парк развлечений.

## Происхождение названия
Название студии Ghibli дал Хаяо Миядзаки. Будучи человеком, увлечённым самолётами, интерес к которым перенял от отца Кацудзи, Хаяо Миядзаки выбрал для названия студии итальянский самолёт Caproni Ca.309 Ghibli.
Итальянское существительное «ghibli» — ливийское название для ветра сирокко, дующего с юго-востока, является продолжением традиции названия самолётов авиастроительной компанией Капрони, как, например, предыдущая и следующая модели Caproni Ca.308 — Borea и Caproni Ca.310 — Libeccio. В этом названии студии и одновременно вложена идея Хаяо Миядзаки — «дуновение нового ветра в анимационной индустрии».
Хотя итальянское слово произносится как «гибли», с твёрдой г, по-японски название студии произносится как «дзибури» [dʑíbu ͍ ɾi] слушатьо файле. Однако студия рекомендует произносить «гибли», о чём говорится, например, в короткометражном ролике Ghiblies Episode 2.

## История

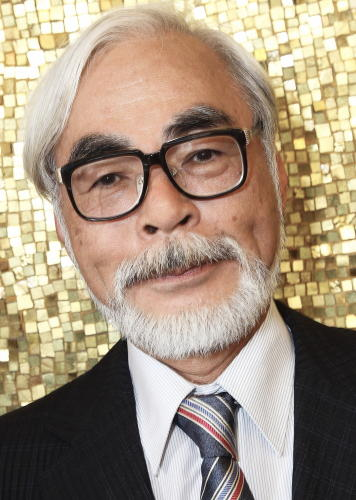
Хаяо Миядзаки

«Студия Гибли» фактически появилась в 1983 году, при создании фильма «Навсикая из долины Ветров», созданного по мотивам одноимённой манги. Основной костяк студии составили сотрудники студии Topcraft, нанятой Миядзаки и Такахатой для создания «Навсикаи». Президент Topcraft Тору Хара до 1991 года был президентом «Студии Гибли». Тем не менее Studio Ghibli оставалась студией двух режиссёров.
В отличие от других студий, в основном занимающихся производством телевизионных сериалов и OVA, эта студия создавалась только для производства высококачественных полнометражных фильмов, что в условиях острой конкуренции на рынке Японии рискованно: если проект провалится, то фирма сразу обанкротится. Чтобы свести риск к минимуму, служащие нанимались на неполную ставку. Фраза «Вдохнём свежее дыхание в мир японской анимации!» стала девизом студии.
Миядзаки создал большое количество фильмов, среди которых — «Мой сосед Тоторо» (1988), «Принцесса Мононокэ» (1997), «Унесённые призраками» (2001), «Рыбка Поньо на утёсе» (2008). Работы Такахаты включают фильмы «Могила светлячков» (1988) и «Мои соседи Ямада» (1999). Кроме того, он продюсировал другие ленты. Помимо работ Миядзаки и Такахаты, следует отметить полнометражные фильмы Ёсифуми Кондо «Шёпот сердца» (1995), Томоми Мотидзуки «Здесь слышен океан» (1993), известный в США под названием «I Can Hear the Sea», а также Хироюки Мориту и его фильм «Возвращение кота» (2002).
Широкую известность студии принесли фильмы «Мой сосед Тоторо» и «Могила светлячков» 1988 года. Благодаря популярности персонажа Тоторо и продаже товаров под этой маркой студия смогла покрыть затраты на производство новых лент, а Тоторо был выбран в качестве логотипа компании.
В 2014 году инсайдер на японском сайте News Cafe сообщил, что «Воспоминания Марни» станет последней работой студии и она готовится распустить свой штат. Главный менеджер Ghibli, Тосио Судзуки, заявил, что студии «нужна передышка», поэтому она приостанавливает работу над полнометражными фильмами. Журналисты видели причину кризиса в уходе Миядзаки и других ключевых сотрудников, основавших компанию, на пенсию. Впрочем, как торговая марка Ghibli, скорее всего, продолжит существование. Однако Хаяо Миядзаки решил продолжать выпускать полнометражные фильмы.
28 ноября 2017 года Кодзи Хосино ушёл с поста президента; его заменил Киёфуми Накадзима (бывший директор музея Ghibli). Тогда Хосино был назначен председателем студии Ghibli.
1 ноября 2022 года в Нагакуте открыт парк развлечений, состоящий из пяти зон, расположившихся на площади около 7 гектаров. Ожидаемая посещаемость парка составляет 1,8 млн посетителей ежегодно.
В 2023 году Кодзи Хосино объявил об отставке с поста председателя Studio Ghibli; его заменил Тосио Судзуки. 21 сентября 2023 года Nippon Television объявила о приобретении 42,3 % акций Ghibli, сделка была одобрена на заседании совета директоров. В результате студия превратилась в дочернюю компанию. Судзуки признал, что причиной этого был поиск преемника — Горо Миядзаки отказался стать им.
В 2024 году Studio Ghibli заключила соглашение о сотрудничестве с Alibaba Pictures для создания новых аниме и развития бизнеса на китайском рынке. Также студия была награждена почётной Золотой пальмовой ветвью на Каннском кинофестивале, Ghibli представлял Горо Миядзаки.
В конце марта 2025 года в тренды вышло использование технологии ChatGPT для создания изображений в стиле студии Ghibli. Это стало возможным благодаря обновлению модели GPT-4o, которая позволяет генерировать изображения в стиле различных анимационных студий. Пользователи воссоздают в стиле Ghibli мемы и кадры из фильмов. Этот тренд вызывает дискуссии о соблюдении авторских прав и использовании стиля без соответствующего разрешения.

## Фильмография

### Полнометражные фильмы
| #  | Фильм                         | Дата премьеры   | Режиссёр             |
| -- | ----------------------------- | --------------- | -------------------- |
| 1  | «Навсикая из Долины ветров»   | 11 марта 1984   | Хаяо Миядзаки        |
| 2  | «Небесный замок Лапута»       | 2 августа 1986  | Хаяо Миядзаки        |
| 3  | «Могила светлячков»           | 16 апреля 1988  | Исао Такахата        |
| 4  | «Мой сосед Тоторо»            | 16 апреля 1988  | Хаяо Миядзаки        |
| 5  | «Ведьмина служба доставки»    | 29 июля 1989    | Хаяо Миядзаки        |
| 6  | «Ещё вчера»                   | 20 июля 1991    | Исао Такахата        |
| 7  | «Порко Россо»                 | 18 июля 1992    | Хаяо Миядзаки        |
| 8  | «Здесь слышен океан»          | 3 мая 1993      | Томоми Мотидзуки     |
| 9  | «Помпоко: Война тануки»       | 16 июля 1994    | Исао Такахата        |
| 10 | «Шёпот сердца»                | 15 июля 1995    | Ёсифуми Кондо        |
| 11 | «Принцесса Мононоке»          | 12 июля 1997    | Хаяо Миядзаки        |
| 12 | «Мои соседи Ямада»            | 17 июля 1999    | Исао Такахата        |
| 13 | «Унесённые призраками»        | 27 июля 2001    | Хаяо Миядзаки        |
| 14 | «Возвращение кота»            | 19 июля 2002    | Хироюки Морита       |
| 15 | «Ходячий замок»               | 20 ноября 2004  | Хаяо Миядзаки        |
| 16 | «Сказания Земноморья»         | 29 июля 2006    | Горо Миядзаки        |
| 17 | «Рыбка Поньо на утёсе»        | 19 июля 2008    | Хаяо Миядзаки        |
| 18 | «Ариэтти из страны лилипутов» | 17 июля 2010    | Хиромаса Ёнэбаяси    |
| 19 | «Со склонов Кокурико»         | 16 июля 2011    | Горо Миядзаки        |
| 20 | «Ветер крепчает»              | 20 июля 2013    | Хаяо Миядзаки        |
| 21 | «Сказание о принцессе Кагуя»  | 23 ноября 2013  | Исао Такахата        |
| 22 | «Воспоминания Марни»          | 19 июля 2014    | Хиромаса Ёнэбаяси    |
| 23 | «Красная черепаха»            | 18 мая 2016     | Михаэль Дюдок де Вит |
| 24 | «Ая и ведьма»                 | 30 декабря 2020 | Горо Миядзаки        |
| 25 | «Мальчик и птица»             | 14 июля 2023    | Хаяо Миядзаки        |

### Аниме-сериалы
- «Легенда о Зорро» (1995) (Совместно с Ashi Productions)
- «Ронья, дочь разбойника» (2014)

### Короткометражные фильмы
- Ghiblies: Episode 1 (2000)
- Ghiblies Episode 2 (2002, показывался в кинотеатрах вместе с «Возвращением кота»)
- Imaginary Flying Machines (яп. 空想の空飛ぶ機械達 Ку:со: но сора тобу кикайтати, досл. «Воображаемые летательные аппараты») (2002, показывался в Музее Гибли)
- Koro's Big Day Out (яп. コロの大さんぽ Коро но дайсампо, досл. «Долгая прогулка Коро») (2003, показывался в Музее Гибли)
- The Whale Hunt (яп. くじらとり Кудзиратори) (2003, показывался в Музее Гибли)
- «Мэй и Котобус» (яп. めいとこねこバス Мэй то Конэкобасу) (2003, показывался в Музее Гибли)
- Looking for a Home (яп. やどさがし Ядосагаси) (2005, показывался в Музее Гибли)
- The Day I Harvested a Planet (яп. 星をかった日 Хоси о катта хи) (2005, показывался в Музее Гибли)
- Water Spider Monmon (яп. 水グモもんもん Мидзугумо Мон-мон, «Водяной паук Мон-Мон») (2005, показывался в Музее Гибли)
- The Night of Taneyamagahara (яп. 種山ヶ原の夜 Танэямагахара но ёру) (2006), режиссёр и художник-постановщик Кадзуо Ога по мотивам одноимённой пьесы Кэндзи Миядзавы.
- «Время Ибларда» (яп. イバラード時間 Ибара:до дзикан) (2007), режиссёр Наохиса Иноуэ
- Chuu Zumou (яп. ちゅうずもう Тю: дзумо:, «Мышиное сумо») (2010, показывался в Музее Гибли)
- Pan-dane to Tamago-hime (яп. パン種とタマゴ姫 Пан-данэ то Тамаго-химэ) (2010, показывался в Музее Гибли)
- Takarasagashi (яп. たからさがし Такарасагами, «Поиск сокровищ») (2011, показывался в Музее Гибли)
- Giant God Warrior Appears in Tokyo (2012, живая съёмка, бонус к аниме «Евангелион 3.33: Ты (не) исправишь»)
- Boro the Caterpillar (яп. 毛虫のボロ Кэмуси но Боро) (2018, показывался в Музее Гибли)

### Музыкальные видеоклипы
- On Your Mark (1995) (Промо музыкальный видеоклип для Chage & Aska, режиссёр Хаяо Миядзаки)
- Portable Airport (2004) (видеоклип создан студией Studio Kajino для Capsule, режиссёр Ёсиюки Момосэ)
- Space Station No. 9 (2004) (видеоклип создан студией Studio Kajino для Capsule, режиссёр Ёсиюки Момосэ)
- A Flying City Plan (яп.  Soratobu Toshikeikaku) (2005) (видеоклип создан студией Studio Kajino для Capsule, режиссёр Ёсиюки Момосэ)
- Doredore no Uta (2005) (Промо музыкальный видеоклип для Меико Хаигу, режиссёр Осаму Танабэ)
- piece (2009) (Промо музыкальный видеоклип для Юи Арагаки, режиссёр Ёсиюки Момосэ)

### Рекламные ролики
- «Sora Iro no Tane» (The Sky-Colored Seed) (1992) (Видеоролик для Nippon TV)
- «Nandarou» (1992) (Рекламный ролик для NHK)
- «Hotaru No Haku» (1996) (Kinyou Roadshow houeikokuchi spot)
- « Kinyō Roadshow» (1996) (Announcement spot for Kinyou Roadshow opening)
- «Umacha» (2001) (Рекламный ролик)
- «Shop-One» (Online Shopping Mall Announcement Spot)
- «House Shokuhin» (реклама House Shokuhin Campaign)
- «Ouchi de Tabeyō» (реклама House Shokuhin Series, Летняя версия)
- «Ouchi de Tabeyō» (реклама House Shokuhin Series, Зимняя версия)
- «Hajimaru yo, Erai Koccha-hen» (KNB YumeDigi PR Spot)
- «Kawaraban-hen» (Корпоративный рекламный ролик для японской газеты Ёмиури Симбун)
- «Dore Dore Hikkoushi-hen» (Корпоративный рекламный ролик для японской газеты Ёмиури Симбун)
- «Risona Ginkō» (Корпоративный рекламный ролик)

### Видеоигры
- Ni no Kuni, совместно с Level-5 (PlayStation 3 и Nintendo DS; 2010)

### Дистрибьютор
Западные мультфильмы, распространяемые студией Ghibli через свой лейбл Ghibli Museum Library:
- «Скотный двор» (1954, британский мультфильм Джона Хэласа и Джоя Бэтчелора, снятый по одноимённой повести Джорджа Оруэлла)
- «Снежная королева» (1957, советский мультфильм Льва Атаманова, экранизация одноимённой сказки Ханса Кристиана Андерсена)
- «Панда большая и маленькая» (1972—1973, два короткометражных аниме режиссёра Исао Такахаты по сценарию Хаяо Миядзаки)
- «Король и птица» (1980, французский мультфильм Поля Гримо)
- «Кирику и колдунья» (1998), французско-бельгийский мультфильм Мишеля Осело)
- «Принцы и принцессы» (2000, французский мультфильм Мишеля Осело)
- «Трио из Бельвилля» (2003, канадский мультфильм Сильвена Шоме)
- «Азур и Азмар» (2006, Мишеля Осело)
- «Моя любовь» (2006, российский мультфильм Александра Петрова)
- «Хоппити вернулся» (1941, мультфильм Fleischer Studios)
- «Иллюзионист» (2010, французско-британский мультфильм Сильвена Шоме)[25]
- «Человек, который сажал деревья» (1988, 30-минутный короткометражный мультфильм канадского мультипликатора Фредерика Бака)[26]
- «Морщинки» (2011, мультфильм испанского режиссёра Игнасио Феррераса)[27]
- «Барашек Шон» (2007, мультипликационный сериал Ника Парка)[28]

Кроме того, Такахата вместе с сотрудниками студии внесли вклад в создание экспериментального короткометражного анимационного фильма «Зимние дни» (Fuyu no Hi) выпущенного в Японии в 2003 году.